# Maîtres de ballet
Pour plus de détails, voir Fiche technique et Distribution.
Maîtres de ballet (titre original : The Dancing Masters) est une comédie du cinéma américain de Malcolm St. Clair mettant en scène Laurel et Hardy, sortie en 1943.

## Synopsis
Les instructeurs de danse Laurel et Hardy acceptent un faux contrat d'assurance de la part de deux gangsters se faisant passer pour des vendeurs d'assurance. Au même moment, Grant Lawrence, un jeune inventeur, travaille à la création d'une nouvelle machine à rayons invisibles qui révolutionnera la guerre de jungle pour la Seconde Guerre mondiale. Trudy Harlan, la petite amie de Grant et l'une des élèves de danse de Stan, invite Grant et les garçons à prendre le thé chez elle lorsque ses parents sont absents. Wentworth Harlan, le père de Trudy, manque de découvrir Stan et Ollie en rentrant chez lui, mais trouve Grant et le confronte avec colère. Grant reçoit l'ordre de partir et de ne plus jamais parler à Trudy, tandis que les garçons échappent de justesse à une nouvelle découverte par les parents de Trudy.
Le lendemain matin, Stan et Ollie sont confrontés à leur propriétaire en colère, M. Featherstone, qui leur demande de payer le loyer de leur école de danse avant midi, sous peine d'expulsion. Lorsque Ollie déclare qu'il n'a pas l'argent pour payer le loyer, Stan suggère de payer le loyer avec l'argent du pécule d'Ollie. Bien qu'il refuse d'abord, Ollie finit par céder et décide à contrecœur de retirer l'argent de la banque. En route pour payer le loyer, les garçons se laissent distraire par une vente aux enchères devant laquelle ils passent. Dans une situation qui rappelle celle de Thicker Than Water, les garçons enchérissent l'un contre l'autre pour une horloge de grand-père antique, qu'ils voulaient simplement acheter au départ pour une dame qui avait laissé son argent à la maison. En traversant la rue avec l'horloge, Stan trébuche et son chapeau tombe. Les garçons déposent l'horloge au milieu de la rue pendant que Stan récupère son chapeau, mais l'horloge est détruite par un camion qui passe.
De retour à la maison, Stan et Ollie décident d'aider Grant à promouvoir son pistolet à rayons invisibles, Stan se faisant passer pour l'inventeur, un scientifique étranger excentrique, et Grant se révélant plus tard comme le véritable inventeur. Bien que la démonstration soit d'abord un succès, Stan oublie d'éteindre la machine après avoir tiré et elle explose. Grant est consterné par la destruction de son invention, mais la démonstration lui a valu l'approbation et le respect de M. Harlan.
Ayant désespérément besoin d'argent, Ollie décide d'infliger une série d'accidents à Stan (en utilisant le faux document d'assurance) dans l'espoir de récolter de l'argent, mais ces événements se retournent contre lui et Ollie finit par recevoir les conséquences prévues. Pendant ce temps, M. Harlan désapprouve le fait que son ami George Worthing (dont il avait d'abord espéré qu'il épouse Trudy) tente de voler l'invention de Grant et lui ordonne de quitter leur maison. Il décide également de financer les inventions de Grant à la suite de la démonstration du pistolet à rayons invisibles, à la grande joie de Trudy et Grant.
Ollie décide de provoquer un autre accident chez Stan après avoir entendu parler d'un patient de l'hôpital qui a gagné de l'argent de l'assurance après s'être levé sur des montagnes russes et s'être blessé. Stan et Ollie montent dans un bus pour la plage, mais le chauffeur et les passagers s'enfuient à mi-chemin après qu'un chien mangeur de gâteaux (et apparemment enragé) les ait effrayés. Stan parvient à s'échapper du bus juste à l'extérieur d'un parc d'attractions côtier et passe sa tête à travers une cible dans l'un des jeux d'attractions. Cependant, Ollie s'est coincé le pied et reste bloqué en haut du bus alors qu'il s'engage sur une piste de montagnes russes. Ollie conduit le bus le long de la piste de montagnes russes (tandis que Stan se fait tirer dessus par la cible) avant que le bus ne sorte de la piste juste avant un virage serré.
Avec sa jambe cassée à la suite de l'accident de bus, Ollie se retrouve à l'hôpital et reçoit la visite de Trudy, Grant et Stan. Dans le dernier moment du film, Ollie déclare que son pied s'est endormi. Stan demande en chuchotant s'il peut faire quelque chose pour qu'Ollie se sente bien. Quand Ollie demande à Stan pourquoi il chuchote, Stan répond : "Je ne voulais pas réveiller ton pied".

## Fiche technique
- Titre original : The Dancing Masters
- Titre français : Maîtres de ballet
- Réalisation : Malcolm St. Clair
- Scénario : Scott Darling et George Bricker
- Musique : Arthur Lange
- Photographie : Norbert Brodine
- Montage : Norman Colbert
- Producteur : Lee S. Marcus
- Société de production : 20th Century Fox
- Société de distribution : 20th Century Fox
- Pays d’origine : États-Unis
- Langue : anglais
- Format : Noir et blanc - 35 mm - 1,37:1  -  sonore
- Genre : Comédie
- Longueur : six bobines
- Date de sortie : États-Unis : 19 novembre 1943

## Distribution
Source principale de la distribution :
- Stan Laurel (VF: Franck O'Neill) : Stanley Laurel
- Oliver Hardy (VF: Roger Tréville) : Oliver Hardy
- Trudy Marshall : Trudy Harlan
- Robert Bailey : Grant Lawrence
- Matt Briggs : Wentworth Harlan
- Margaret Dumont : Louise Harlan
- Allan Lane : George Worthing

Parmi la distribution non créditée :
- Edward Earle : le guichetier à l'aéroport
- Hank Mann : le vendeur de fruit
- George Melford : le portier
- Robert Mitchum : Mickey Halligan
- Nestor Paiva : Silvio, the ringleader
- Charley Rogers : le valet